# Тонкоклювая овсянка
Тонкоклювая овсянка (лат. Xenospingus concolor) — вид птиц из семейства танагровых. Единственный представитель одноимённого рода Xenospingus.

## Распространение
Ареал ограничен юго-западной частью Перу и севером Чили.

## Сохранение
Считается, что этим птицам угрожает возможная утрата мест обитания, в частности, из-за вырубок, которые проводят фермеры. Однако, возможно, представители вида приспособились к этой ситуации, успешно используя посадки олив и другие измененные человеком ландшафты.